# Mammoet
Die Mammoet Holding B.V. ist ein niederländisches Unternehmen, das sich auf Kranarbeiten und den Transport schwerer Objekte und Lasten spezialisiert hat. Wesentliche Einsatzgebiete sind die Konstruktion von Bauwerken sowie bei der Bergung. Seit 2011 gehört das Unternehmen vollständig zu SHV Holdings.

## Geschichte

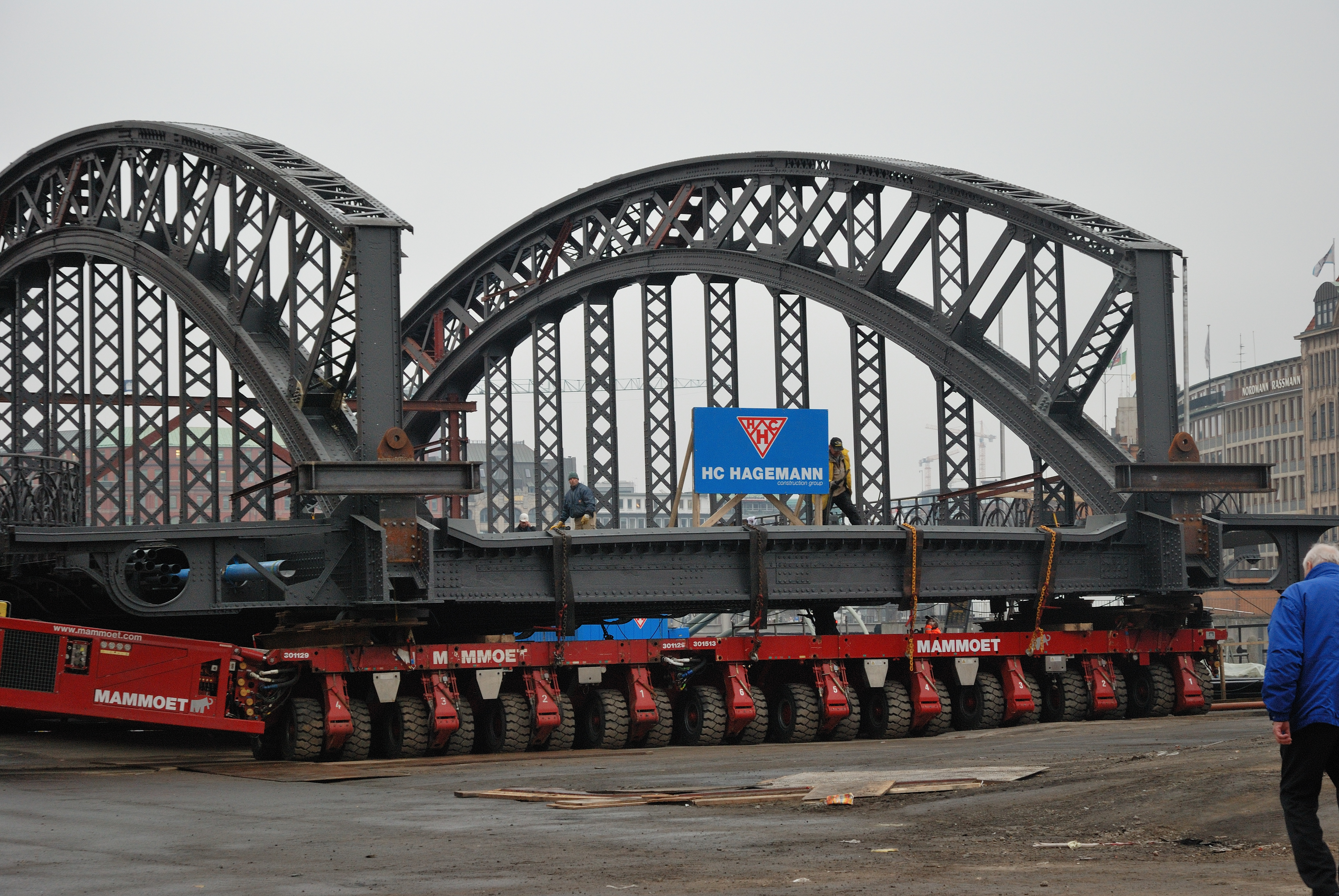
Brückentransport in der Hamburger Speicherstadt

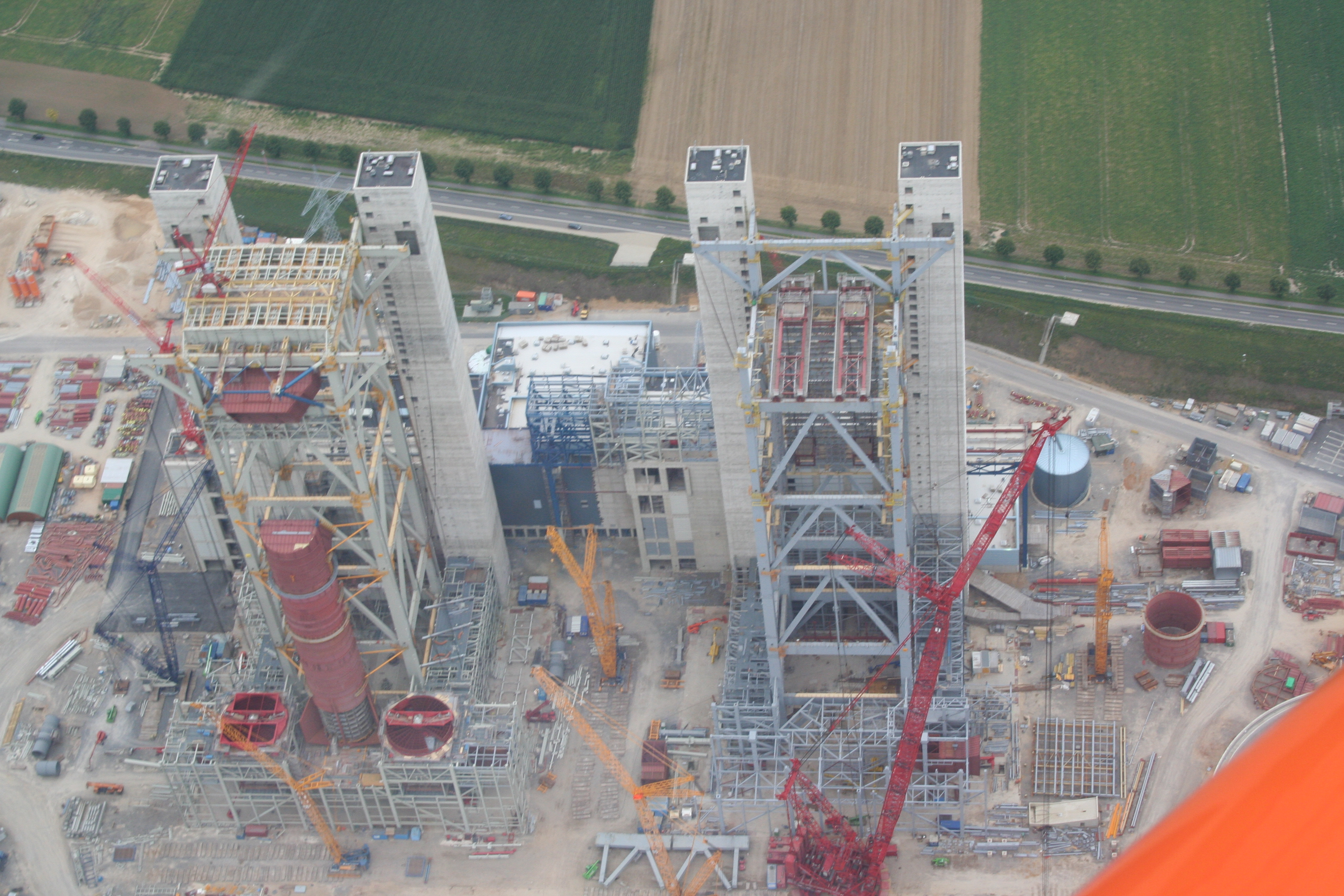
Mammoet-Kran (rot) beim Bau der Blöcke F und G des Kraftwerks Neurath

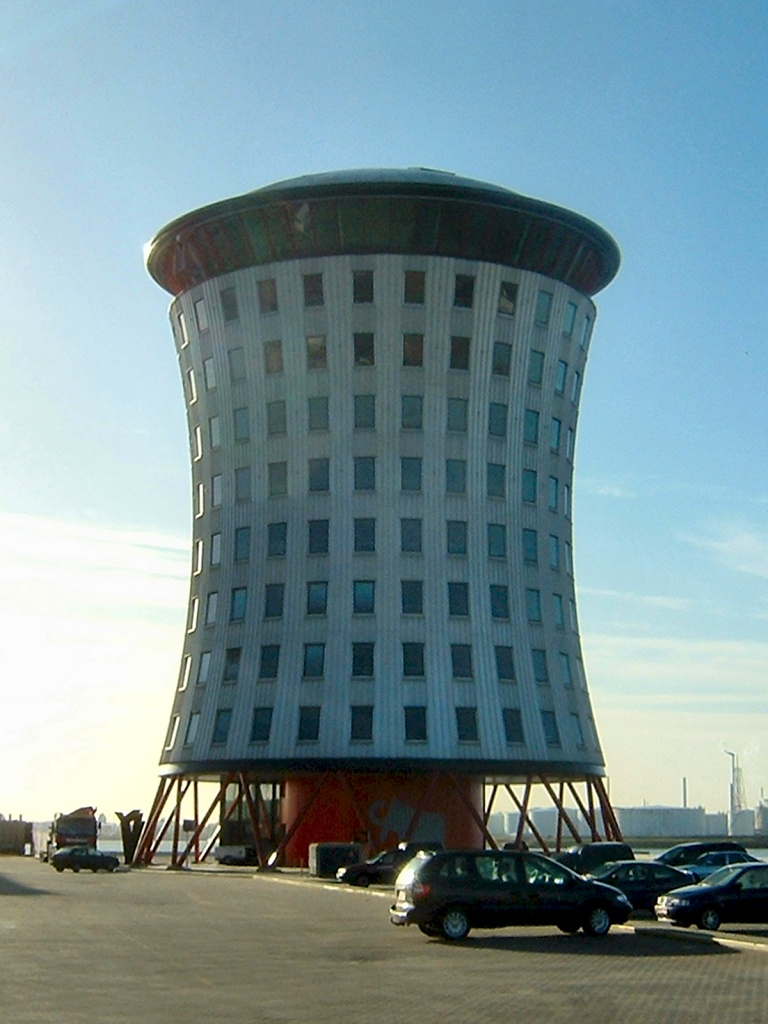
Mammoet-Bürogebäude in Schiedam („De Bolder“)

Mit Hilfe selbstangetriebener modularer Transporter arbeitet das Unternehmen zu Land und auf dem Wasser, auf Binnengewässern ebenso wie Offshore. Bei der Errichtung von Bauwerken ist Mammoet in der Lage, große Objekte in der petrochemischen Industrie und Brücken in kurzer Zeit zu platzieren.
Am 13. Mai 1807 kaufte Jan Goedkoop ein 140 t schweres Frachtschiff. Die heutige Mammoet geht auf dieses Datum zurück. Es wurden Transportleistungen mit Fracht- und Passagierschiffen angeboten. Daneben wurden auch Bergungsarbeiten und Schleppleistungen ausgeführt. Ab 1920 konzentrierte sich das Unternehmen auf Bergungen, Schleppleistungen und Schwimmkräne.
Das Unternehmen wurde 1971 durch die drei Unternehmen Goedkoop aus Amsterdam (Großtransporte, Schlepp- und Binnenschifffahrt), Van Wezel aus Hengelo (Internationale Schwertransporte über Land) und Stoof aus Breda (Schwertransporte über Land) gegründet. Seit 2001 unterhält Mammoet in Schiedam ein Bürogebäude, das den Namen De Bolder (dt. Poller) trägt. Weitere Niederlassungen hat das Unternehmen in Nord- und Südamerika, in Südafrika, dem Nahen Osten, Australien und Ostasien.
Am 1. Mai 1973 gründeten Mammoet Transport (65 %) und die Reederei Koninklijke Nederlandsche Stoomboot Maatschappij (35 %) die Schwergutreederei Mammoet Shipping. Diese wurde im Jahr 2000 an die Reedereigruppe Spliethoff in Amsterdam verkauft und firmiert unter dem Namen BigLift.
Im Mai 2019 gaben Mammoet und die Meyer Anlagenbau GmbH & Co. KG bekannt, dass Mammoet die Schwerlast- und Montagebaufirma Meyer übernimmt. Beide Firmen arbeiten bereits seit 5 Jahren zusammen.

## Übernahme ALE
Die ALE (ein Akronym für Abnormal Load Engineering) war eine 1983 gegründete Firma für Kranarbeiten und Schwertransporte mit Sitz in Hixon, Staffordshire, UK. Seit der Gründung war es zur Übernahme anderer Kran- und Schwertransportfirmen gekommen. Hier sind zu nennen Brambles (2002), Alstom Service (2005), John Gibson (2007) und Conbit (2017). Die Zahl der weltweiten Niederlassungen stieg so auf 40 mit ca. 1800 Mitarbeitern.
Nachdem die Erben entschieden hatten, die Firma nicht weiterführen zu wollen, wurde im Juli 2019 eine Vereinbarung mit Mammoet geschlossen. Nachdem alle kartellrechtlichen Zustimmungen vorlagen, wurde ALE im Januar 2020 übernommen.
Mit der Übernahme kam Mammoet auch in den Besitz sehr außergewöhnlicher Krane und Ausrüstungen. Hier ist zu nennen der 2011 gebaute Mega Jack. Bei vollem Ausbau kann er 52.000 t bis zu 25 m anheben. Die ALE verfügte über zwei Mega Jack 800. Die 2014 und 2017 gebauten Systeme können 3200 t um 12 m anheben. Hydro Deck ist ein 2014 gebauter Leichter mit einer Tragfähigkeit von 6500 t. In der Königsklasse der Krane, den Ring cranes, verfügte ALE über den 2008 gebauten AL.SK 190 mit 4300 t Hubkraft und den 2013 gebauten AL.SK 350 mit 5000 t Hubkraft.

## Bekannte Einsätze
- 2000, Barentssee, Bergung des russischen Atom-U-Bootes Kursk
- 2007, Borna (Deutschland), Transfer der Emmauskirche von Heuersdorf nach Borna
- 2009, Magellanstraße (Argentinien), Bergung des 9,5 Tonnen schweren Gold- und Silberschatzes der gesunkenen Polar Mist[8]
- 2011, Rhein bei St. Goarshausen, Bergung des havarierten Binnentankschiffes Waldhof[9]
- 2012, Ukraine, Bau der neuen Schutzhülle „New Safe Confinement“ des havarierten Kernkraftwerkes von Tschernobyl
- 2021, Österreich, Linz: Transport der Teile der neuen Donaubrücke Linz

## Namensgleichheit
Die Firma Mammoet Ferry Transport mit Sitz in Rotterdam verwendet bis heute den Namen, das alte Firmenzeichen und die markante Farbe der Firma Mammoet. Bis zum Jahr 2000 war Ferry Transport ein Teil von Mammoet. Im Zuge der Übernahme durch van Seumeren wurde der „normale“ Straßentransport ausgegliedert und mittels Management-Buy-out verkauft. Im Dezember 2019 wurde Ferry Transport an die Spedition Neele-Vat Logistics verkauft. Beim Management-Buy-Out könnte die Nutzung des Namens und des alten Firmenzeichens vereinbart worden sein.
Die Mammoet Ferry Transport GmbH im österreichischen Ansfelden verwendet ebenfalls den Namen, das aktuelle Firmenzeichen und die Hausfarbe von Mammoet. Auch diese Firma macht nur „normale“ Straßentransporte, insbesondere nach England. Warum der Name und das Firmenzeichen verwendet werden, konnte noch nicht geklärt werden.